# Euchromius vinculellus
Euchromius vinculellus là một loài bướm đêm trong họ Crambidae.